# Volta ao Alentejo 2008
Die 26. Volta ao Alentejo fand vom 9. bis 13. April 2008 statt. Das Radrennen wurde in fünf Etappen über eine Distanz von 769,1 Kilometern ausgetragen. Das Rennen ist Teil der UCI Europe Tour 2008 und in die Kategorie 2.1 eingeordnet.

## Etappen
| Etappe    | Tag       | Start – Ziel                         | km    | Etappensieger          | Führender         |
| --------- | --------- | ------------------------------------ | ----- | ---------------------- | ----------------- |
| 1. Etappe | 9. April  | Ferreira do Alentejo – Odemira       | 195,6 | Jackson Rodríguez      | Jackson Rodríguez |
| 2. Etappe | 10. April | Zambujeira do Mar – Ourique          | 173   | Manuel Antonio Cardoso | Jackson Rodríguez |
| 3. Etappe | 11. April | Nossa Senhora das Neves – Neja (EZF) | 031   | Héctor Guerra          | Héctor Guerra     |
| 4. Etappe | 12. April | Mora – Serra de São Mamede           | 183,3 | Bruno Pires            | Héctor Guerra     |
| 5. Etappe | 13. April | Évora – Évora                        | 186,2 | Manuel Antonio Cardoso | Héctor Guerra     |